# Denver Nuggets
Denver Nuggets američka profesionalna košarkaška momčad iz grada Denver. Momčad je osnovana 1967.g., a u NBA ligi počela je nastupati iz 1976.g. (do tada je momčad nastupala u ABA ligi). Prvotni naziv momčadi bio je Denver Rockets, a prije ulaska u NBA ligu 1974.g. momčad je promijenila u ime Denver Nuggets (u NBA već je postojala momčad Houston Rockets). 

## Dvorane
Denver Auditorium Arena (1967. – 1975.)
McNichols Sports Arena (1975. – 1999.)
Pepsi Center (1999.- )

## Zanimljivosti
U povjesti američke košarke postoji momčad Denver Nuggets koja je nastupala između 1948. – 1950. godine u američkoj NBL ligi i u prvoj sezoni NBA lige. Ta momčad je raspuštena 1950.g.

## Vanjske poveznice
- (engl.)službene internet stranice